# Chlewiszcze
Chlewiszcze est un village de Pologne, situé dans la gmina de Czeremcha, dans le Powiat de Hajnówka, dans la voïvodie de Podlachie, dans le nord-est de la Pologne, près de la frontière avec le Belarus.

## Source
- (en) Cet article est partiellement ou en totalité issu de l’article de Wikipédia en anglais intitulé « Chlewiszcze » (voir la liste des auteurs).